# Lorenzopius sanlorenzensis
Lorenzopius sanlorenzensis är en stekelart som först beskrevs av Fischer 1964.  Lorenzopius sanlorenzensis ingår i släktet Lorenzopius och familjen bracksteklar. Inga underarter finns listade i Catalogue of Life.